# Noel Gallagher
Noel Thomas David Gallagher (ur. 29 maja 1967 w Manchesterze) – angielski muzyk, gitarzysta prowadzący, okazjonalnie wokalista oraz główny autor tekstów zespołu Oasis. Prowadzi również karierę solową pod szyldem Noel Gallagher’s High Flying Birds. 
Wychował się w Burnage, Manchester. Noel zaczął naukę gry na gitarze w wieku 13 lat. Przez pewien czas pracował w branży budowlanej na niskim szczeblu, a następnie zaciągnął się do miejscowego zespołu Inspiral Carpets i pracował tam jako technik w 1988 r. Kiedy był w trasie, dowiedział się, że jego młodszy brat, Liam Gallagher założył swój własny zespół, o nazwie The Rain, który później zmienił nazwę na Oasis. Po powrocie do Anglii, Noel został zaproszony przez brata do dołączenia do zespołu, gdzie przyjął rolę gitarzysty i autora tekstów.
Debiutancki album – Definitely Maybe (1994) – zapoczątkował drogę zespołu do sławy i do stania się głównym przedstawicielem nurtu Britpop. Drugi album Oasis, (What’s the Story) Morning Glory? dotarł na pierwsze miejsce notowań w wielu krajach, z kolei trzeci album, Be Here Now stał się najszybciej sprzedającym krążkiem w historii Wielkiej Brytanii. Popularność Britpopu w końcu spadła, wydając dwa kolejne albumy, zespołowi nie udało się przywrócić dawnego blasku tego nurtu. Jednakże ostatnie dwa albumy Don’t Believe the Truth (2005) oraz Dig Out Your Soul (2008) zostały odebrane jako ich najlepsze próby w przeciągu ostatniej dekady, oraz odniosły sukces. 28 sierpnia 2009, po kłótni pomiędzy braćmi, poprzedzającej występ w Paryżu, Noel ogłosił swoje odejście z zespołu, a 23 października tego samego roku, że zamierza rozpocząć karierę solową. Od lipca 2025 ponownie koncertuje z Oasis.
Przygoda braci z Oasis była naznaczona ciągłymi kontrowersjami, zwłaszcza w okresie gwałtownego wzrostu popularności Britpopu. W tym czasie dochodziło do wielu sprzeczek pomiędzy nimi. To, oraz kontrowersyjny styl życia powodowało, że regularnie pojawiali się na pierwszych stronach angielskich brukowców. Ponadto, zarówno bracia Gallagher, jak i reszta zespołu rywalizowali z innym przedstawicielem Britpopu, zespołem Blur. Jednakże to Gallagher nazywany był głównym prekursorem ruchu Britpop, magazyn NME sporządził kiedyś listę zespołów w tym takie jak „Kula Shaker”, „Ocean Colour Scene” oraz „Cast” i określił ich muzykę mianem „Noelrock”, wskazując przy tym ogromny wpływ Noela Gallaghera na ich sukces. Wiele osób podziwia styl, w jakim Gallagher pisze piosenki w tym George Martin, który twierdził, że Noel jest najlepszym pisarzem jego pokolenia.

## Dzieciństwo i młodość
Noel Gallagher urodził się w Longsight, Manchester. Jego rodzice to Irlandczycy, Peggy oraz Thomas Gallagher. Był ich drugim synem po narodzinach Paula Gallaghera. Krótko po narodzinach młodszego brata, Liama, w 1972 r. rodzina przeniosła się do Ashburn Avenue, na przedmieścia Manchesteru – Burnage. Noel miał nieszczęśliwe dzieciństwo. On i jego bracia często byli bici przez ich ojca alkoholika, który był typem samotnika. Liam opisał go jako „dziwaka w rodzinie”. Przez niełatwą sytuację z ich ojcem, Noel i Paul zaczęli się jąkać. Jako najstarsze dziecko, Paul miał swój własny pokój, a Noel musiał swój dzielić z Liamem.
Peggy Gallagher uzyskała prawo do separacji od swojego męża w 1976 r. Sześć lat później, ostatecznie go zostawiła, zabierając ze sobą trójkę dzieci. Bracia jako nastolatkowie wagarowali, a szczególnie Noel, często wdając się w problemy z policją. Kiedy jego matka dostała pracę w szkolnej stołówce, Noel dbał o to, aby ją odwiedzić w przerwie, tuż zanim zamierzał opuścić lekcje. Został wydalony ze szkoły w wieku 15 lat, za rzucenie w nauczyciela torebką wypełnioną mąką. Zwykł zadawać się z grupami pseudokibiców takich jak: Maine Line Crew, Under-5s oraz Young Guvnors w latach osiemdziesiątych, a w wieku 13 lat Noel otrzymał półroczny wyrok w zawieszeniu za obrabowanie sklepu. To w tym okresie, kiedy nie miał dużo zajęć, sięgnął po gitarę, którą zostawił mu ojciec i zaczął uczyć się grać, kopiując ulubione piosenki z radia. Noela szczególnie zainspirował debiut The Smiths w Top of the Pops w 1983 r, w którym zagrali materiał z singla „This Charming Man”. Później sam przyznał, „Od tego dnia ... chciałem być jak Johnny Marr”.
Jest kibicem klubu piłkarskiego Manchester City.

## Dyskografia
Single
| „Setting Sun” (The Chemical Brothers featuring Noel Gallagher)    | 1996 | 80 | 1 | - UK: srebrna płyta | Dig Your Own Hole |
| „Let Forever Be” (The Chemical Brothers featuring Noel Gallagher) | 1999 | –  | 9 |                     | Surrender         |
| „–” singel nie był notowany.                                      |      |    |   |                     |                   |